# Хименес, Кристиан Рамон
Кри́стиан Рамо́н Химе́нес Диклу́ (исп. Cristian Ramón Jiménez Ducloux; род. 18 июля 2002, Густаво А. Мадеро) — мексиканский футболист, полузащитник клуба «Крус Асуль».

## Клубная карьера
Хименес — воспитанник клуба «Крус Асуль». 20 сентября 2021 года в матче против «Атласа» он дебютировал в мексиканской Примере. В 2025 году игрок помог клубу выиграть Кубок чемпионов КОНКАКАФ.

## Достижения
Командные
 «Крус Асуль»
- Победитель Лиги чемпионов КОНКАКАФ — 2025